# San Nicandro Garganico
San Nicandro Garganico è un comune italiano di 13 363 abitanti della provincia di Foggia in Puglia.

## Geografia fisica
La località sorge su un complesso di colline, nel parco nazionale del Gargano, pochi chilometri a sud-est del lago di Lesina, a fare da avanguardia settentrionale del promontorio del Gargano. Il territorio comunale si estende dal mare Adriatico all'alta collina (754 m s.l.m.) ed è compreso tra i laghi di Varano e Lesina. Vi si riscontra un insieme variegato di microambienti e paesaggi, nei quali anfratti, grotte e sorgenti rivelano la natura fortemente carsica del territorio. Nel territorio comunale scorre il fiume Lauro.
Le località che rientrano geograficamente nel territorio di questa città garganica sono: Torre Mileto (località balneare), San Giuseppe (luogo di culto), Monte Devio (luogo di culto), Gargano Blu (località confinante con Torre Mileto).
Altre località sono presenti nella sottosezione “Aree Naturali”.
Notata la sua posizione geografica, il Comune è considerato come la “antica porta del Gargano”.
Il Comune faceva parte della Comunità Montana del Gargano (fino all’anno 2009, data di soppressione della Comunità).
Il comune confina con quelli di Lesina, Cagnano Varano, San Marco in Lamis, Apricena e Poggio Imperiale.

### Sismicità
L'intero territorio comunale di San Nicandro è parte integrante del distretto sismico del Gargano.
- Classificazione sismica: zona 2 (sismicità media)[4]

## Origini del nome
Le più antiche citazioni parlano di un Castrum Sancti Nicandri, quindi di un Castellum e infine della Terra Sancti Nicandri, nel momento in cui l'antico castello diviene un borgo abitato.
Il toponimo è riferito al santo omonimo ma è da chiarire di quale San Nicandro si tratti, poiché il martirologio romano conosce almeno tre diversi santi con questo nome.
L'ipotesi più probabile è che il primo insediamento sia stato fondato in un tenimento cenobitico denominato San Nicandro per la presenza di qualche chiesa dedicata al santo vescovo di Myra. Per cui lo stesso abitato ne avrebbe poi conservato il nome.
Successivamente, divenuto desueto (o forse mai praticato a livello popolare) il culto di san Nicandro di Myra per alcuni secoli, agli inizi del Seicento l'attenzione cultuale, fuorviata dalla omonimia, si traspose su San Nicandro martire di Venafro, per l'arrivo di un frate francescano panegirista, che portò con sé nel centro garganico alcune reliquie proprio dalla cittadina molisana.
Il culto di san Nicandro martire di Venafro, insieme ai compagni Marciano e Daria, grazie all'incentivo pastorale della Chiesa locale e alla promozione "mecenatistica" dei feudatari Cattaneo, assunse gradualmente, pur con periodiche difficoltà, i connotati di culto patronale cittadino, fino al giorno d'oggi.
Con l'unificazione d'Italia, per evitare omonimie, il toponimo divenne Sannicandro Garganico. Una delibera di Consiglio Comunale del 1999, approvata dalla Giunta Regionale, ha ripristinato il toponimo in San Nicandro Garganico.

## Storia
La prima attestazione documentaria di un Castrum Sancti Nicandri si ha in un documento di donazione, datato 1095, al conte Henricus di Monte Sant'Angelo († 1102/03), nipote di Asclettino I Drengot, del cavaliere normanno fratello di Rainulfo Drengot, il primo conte di Aversa.
Poche sono le notizie pervenute riguardo ai primi secoli, ma sembra piuttosto plausibile l'ipotesi di una fondazione normanna, se non bizantina, del primo castrum.
In verità, il primo nucleo abitativo sembra fosse costituito da un casale, detto Difesa di San Nicandro, che doveva sorgere presso la via che conduce alla città federiciana di Apricena, nei pressi di una ben più antica chiesa dedicata a San Nicandro vescovo di Myra, forse una grancia di qualche monastero. A pochi chilometri, su un'altura costeggiata da un profondo canale detto "Vallone", sorgeva una torre di avvistamento e difesa.
Nei secoli successivi al primo millennio, tuttavia, il centro abitato si sviluppò proprio nei dintorni di quella torre, a cui fu addossata la costruzione di un castello già in epoca normanna.
Probabilmente, la crescita demografica fu dovuta anche alla progressiva immigrazione di abitanti di casali costieri o, comunque, insufficientemente difesi, come Devia, Maletta e Sant'Annea.
Tuttavia anche San Nicandro, nonostante la sua posizione nascosta soprattutto ad Oriente, conobbe alcune incursioni nemiche fino agli inizi del XVI secolo, che tuttavia non furono mai decisive per la permanenza e la crescita dell'abitato.
Divenuto feudo già con i Normanni, quando fu oggetto di rivendicazioni tra le contee di Lesina e di Devia, lo troviamo sotto l'imperium di Guglielmo di Manero negli anni circostanti il 1174.
Nel lungo corso di una serie di travagliati passaggi di proprietà tra vari patroni, è feudo (1269-1270) dei discendenti di Roberto de Clari; da questi passa ai Colant, ai Lagonessa, ai de Sus, per essere poi acquistato dai della Marra che lo detennero intorno al 1446-1490 perdendolo, poi, per reato di fellonia.
Nei decenni intorno al 1520-1560 passa ai Picciolo e, dopo la breve parentesi dei Carrafa di Maddaloni, passa ai Caroprese (fine Cinquecento - primi Seicento) e infine ai Cattaneo, che lo detengono dal primo ventennio del Seicento sino al 1806, quando i feudatari sopperiscono al regno di Gioacchino Murat.
Fu proprio sotto i Cattaneo che San Nicandro conobbe la sua prima fase di stabilità politica e sociale, sebbene continuò ad essere un centro a prevalente vocazione agricola e silvo-pastorale, le cui terre erano spartite tra il feudatario e il Clero locale.
In questo periodo, infatti, si rileva una pur tenue introduzione del Barocco soprattutto in alcuni edifici religiosi della città, grazie ai frequenti suffragi dei feudatari.
Verso la fine del Settecento, ebbe inizio la crescita economica di alcune famiglie borghesi che, occupando terre demaniali, già alla metà dell'Ottocento si trovarono a possedere vastissimi latifondi che gli consentirono una rapida ascesa sociale e politica.
Di queste famiglie, che divennero il bersaglio prediletto, per tutto l'Ottocento, delle più impietose scorrerie di briganti, la più potente fu la famiglia Zaccagnino, che offrì anche una lunga serie di sindaci e deputati sino agli inizi del Novecento.
Proprio all'apice del dominio sociopolitico di questa aristocrazia terriera, che intesseva stretti legami con l'alta società della capitale del Regno di Napoli, San Nicandro conobbe un rapido sviluppo economico, politico e culturale, divenendo in breve tempo il centro maggiore del Gargano: si incrementò la produzione agricola, con esportazione di prodotti (grano, olio e uva da tavola) in tutta Italia e, soprattutto intorno agli anni trenta del Novecento, crebbe notevolmente l'artigianato.
Nello stesso periodo la compagine politica e culturale conobbe una fervente attività di movimenti carbonari e massonici, inseriti appieno nelle vicende nazionali.
Successivamente, tra la fine dell'Ottocento e i primi decenni del Novecento, San Nicandro divenne uno dei più aspri teatri della lotta politica di classe sotto la guida di personaggi eminenti, come Giuseppe e Domenico Fioritto, con esiti spesso tragici, menzionati nelle cronache e mitizzati nella letteratura del tempo, com'è il caso de "Il cafone all'inferno" di Tommaso Fiore, che trasse spunto da storie quotidiane dei contadini sannicandresi.
Quest'anelito di riscatto, che risuona tuttora nella vasta tradizione di musica e oralità popolari, trovò il suo sfogo nel secondo dopoguerra quando, estinte le grandi famiglie di latifondisti, le sinistre conquistarono il potere cittadino, creando un vasto fenomeno di occupazione di terre demaniali, tuttora oggetto di discussione sociopolitica.
Sempre durante il secondo conflitto mondiale, un altro fenomeno, tuttora oggetto di studio a livello mondiale, darà a San Nicandro una certa rilevanza socio-antropologica: la conversione di un numeroso gruppo di contadini alla fede giudaica, sotto la guida illuminante di Donato Manduzio.
A partire dalla fine degli anni 1980, la fama di San Nicandro crebbe in Europa per essere la maggior esportatrice di fiori secchi ornamentali, di cui identificò per lungo tempo il 70% della produzione nazionale.

## Monumenti e luoghi d'interesse

### Chiesa Matrice Santa Maria del Borgo
È la chiesa madre della città, impropriamente identificata come cattedrale, nonostante non sia mai stata residenza episcopale. Costruita probabilmente tra il 1573 e il 1580, assunse presto le funzioni parrocchiali, trasferite dalla più antica chiesa di San Giorgio, sita nella Terravecchia. 

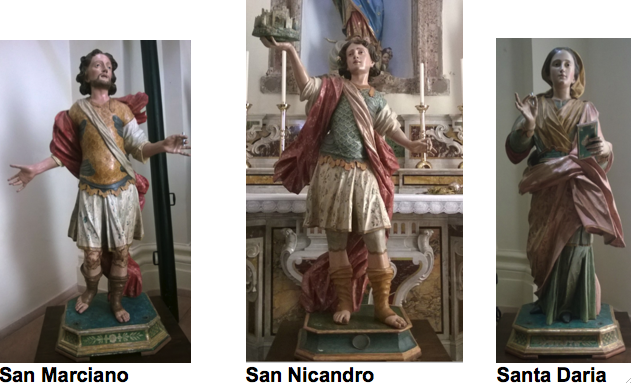
Statue lignee a grandezza naturale

Successivamente, grazie all'acquisizione di particolari diritti e onorificenze in seno alla diocesi di Lucera, è fregiata del titolo di collegiata, retta da un arciprete e da un collegio di dodici canonici regolari.
L'edificio attuale è il risultato di vari rimaneggiamenti, il più incisivo dei quali avvenuto intorno al 1693, per ordine del vescovo di Lucera Domenico Morelli e a spese delle confraternite, a seguito del terremoto del 1688. Si presenta oggi a pianta basilicale, con tre navate scandite da dodici pilastri e la volta (costruita nella seconda metà dell'Ottocento) a botte con lunette.

La facciata, di forma rettangolare ad abbracciare l'estensione delle tre navate, è interamente costituita di blocchi di pietra squadrati. Ad interrompere questa austerità, il sobrio portale centrale in stile tardo-rinascimentale, sovrastato da un frontone arcuato aperto che accoglie, sulla sommità, le insegne del vescovo Morelli e la lapide della ricostruzione del 1693.

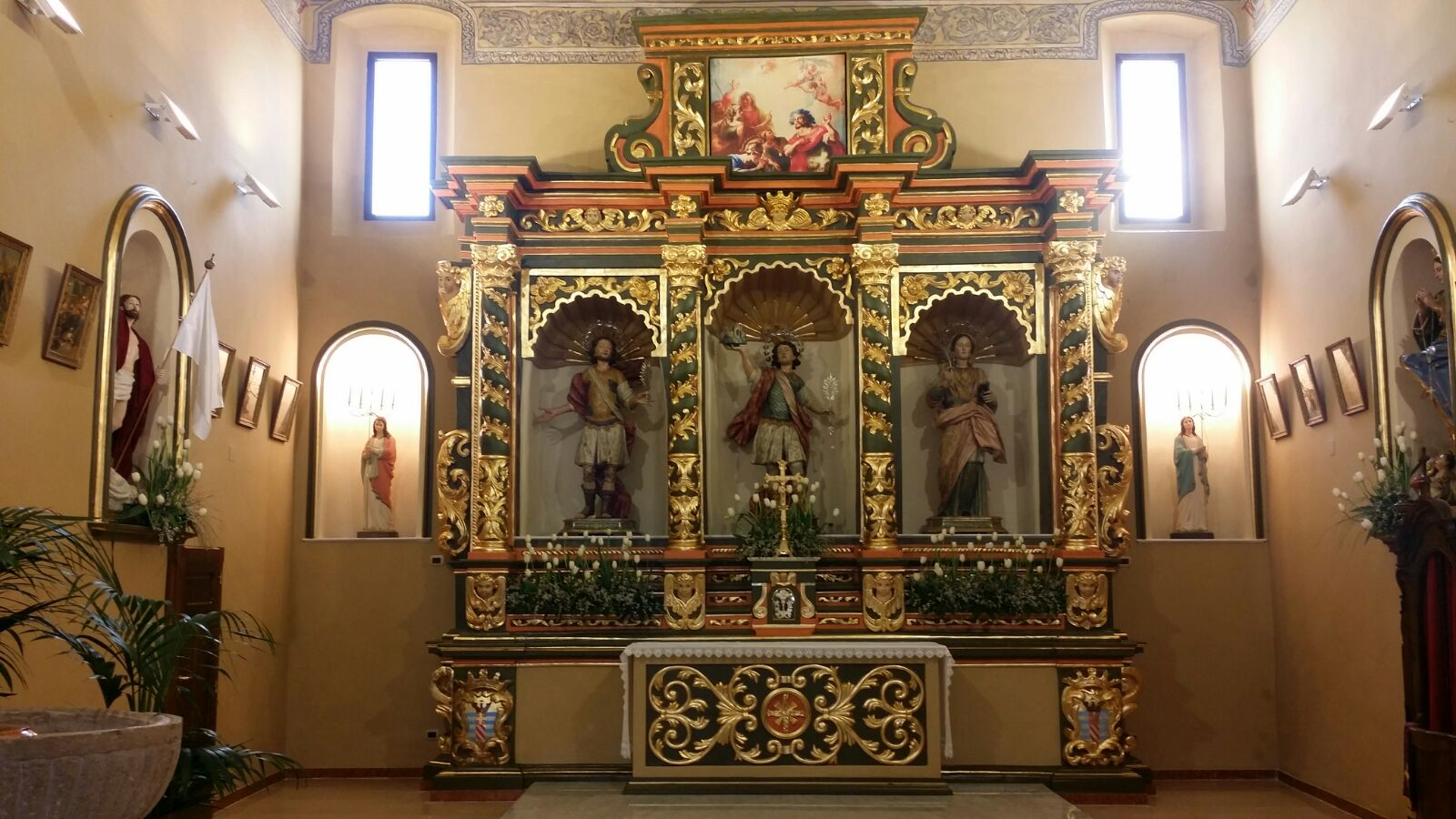
Chiesa Matrice di Santa Maria del Borgo, cappella dei SS. Patroni Nicandro, Marciano e Daria

Il campanile, un paio di metri a nord-est del corpo della chiesa, è a torre quadrata, dello stesso stile della facciata, diviso in tre sezioni da due cornicioni marcapiano. L'ultima ospita l'aula campanaria. La torre termina con una cuspide ottagonale, che sul versante principale reca una meridiana.
Sul lato ovest, parallele alla chiesa e unite ad essa da tre archi che si aprono nella navata destra, tre cappelle: quella dei Misteri della Passione, dell'Immacolata e del SS. Sacramento. La cappella dei Santi Patroni, invece, è sita parallelamente alla navata sinistra, nella parte anteriore.
Da ammirare, la nutrita statuaria lignea di scuola napoletana, risalente al tardo barocco, come testimoniano le preziose ed espressive forme della statua dell'Immacolata, di San Michele, di San Nicandro, San Marciano e Santa Daria, commissionate nel 1719 dall'allora principe di San Nicandro, Baldassarre Cattaneo Della Volta Paleologo (Genova 1660 - Napoli 1739), allo scultore napoletano Alfonso Postiglione.
Il 9 marzo 2017 è stata riaperta al culto la cappella dei SS. Patroni Nicandro, Marciano e Daria, ai lati dell'altare lo stemma della famiglia Cattaneo Della Volta Paleologo. I colori scelti per l'altare e i reliquari delle statue lignee sono quelli dei vestiti della donna di San Nicandro.
Di un certo rilievo storico e artistico, la tela dell'Annunciazione, attestata al tardo Cinquecento, gli altari barocchi di San Michele e dei Santi Nicandro, Marciano e Daria, patroni della città.

### Chiesa di San Giorgio in Terravecchia
Questa piccola chiesa è la più antica, sorge all'interno delle mura medioevali (la Chiesa Madre invece ne è appena all'esterno), è ad aula unica con tre campate, oggi coperte con tetto piano, ha un altare in marmo intarsiato con il retro provvisto di una piccola sacrestia in piano con la chiesa stessa. Tramite una scala pioli si accede a un soppalco che permette di portare doni e fiori alla Madonna di Costantinopoli. Si ricordano in proposito i festeggiamenti, l'8 settembre, con funzione religiosa e processione. Lungo i muri si trovano ancora le nicchie con statue di santi, tra i quali San Giorgio, a cui è dedicata la chiesa, Sant'Antonio Abate e San Leonardo. Ogni primo martedì del mese vi si celebra la messa. La facciata è semplice, con portale in pietra e cornicione culminante con campanile a vela (a doppia campana), raccordato al prospetto da due lunette. Al centro della facciata è un prezioso quadro della Madonna con Bambino che copre un affresco molto più antico della Madonna Nera di Costantinopoli, del quale però il restauro è pressoché impossibile.
Questa chiesa ha una particolarità per cui viene spesso ricordata nei racconti degli anziani: dietro l'altare, accessibile (fino al 1990) tramite una botola aperta sul pavimento ligneo del coro, c'è un pozzo molto stretto, corredato da un secchiello in rame battuto e stagnato del diametro di circa 10 cm; la leggenda racconta che chi riusciva a tirar su dal pozzo quel secchiello colmo di acqua, senza farne cadere goccia durante la risalita, poteva formulare un desiderio, che sarebbe stato esaudito.

### Altre architetture
- Castello normanno-aragonese
- Casale di Devia e chiesa di Santa Maria
- Insediamento romano di Sant'Annea
- Torre Mileto
- Torre Calarossa
- Masserie fortificate
- Palazzo Fioritto: Biblioteca Comunale "Alfredo Petrucci" e Museo Storico ed Etnografico della Civiltà Contadina

### Aree naturali
- Bosco Spinapulci
- Bosco Fiorella
- Dolina carsica "Pozzatina"
- Grotta dell'Angelo
- Grotta Pian della Macina
- Grotta delle Streghe
- Lido di Torre Mileto

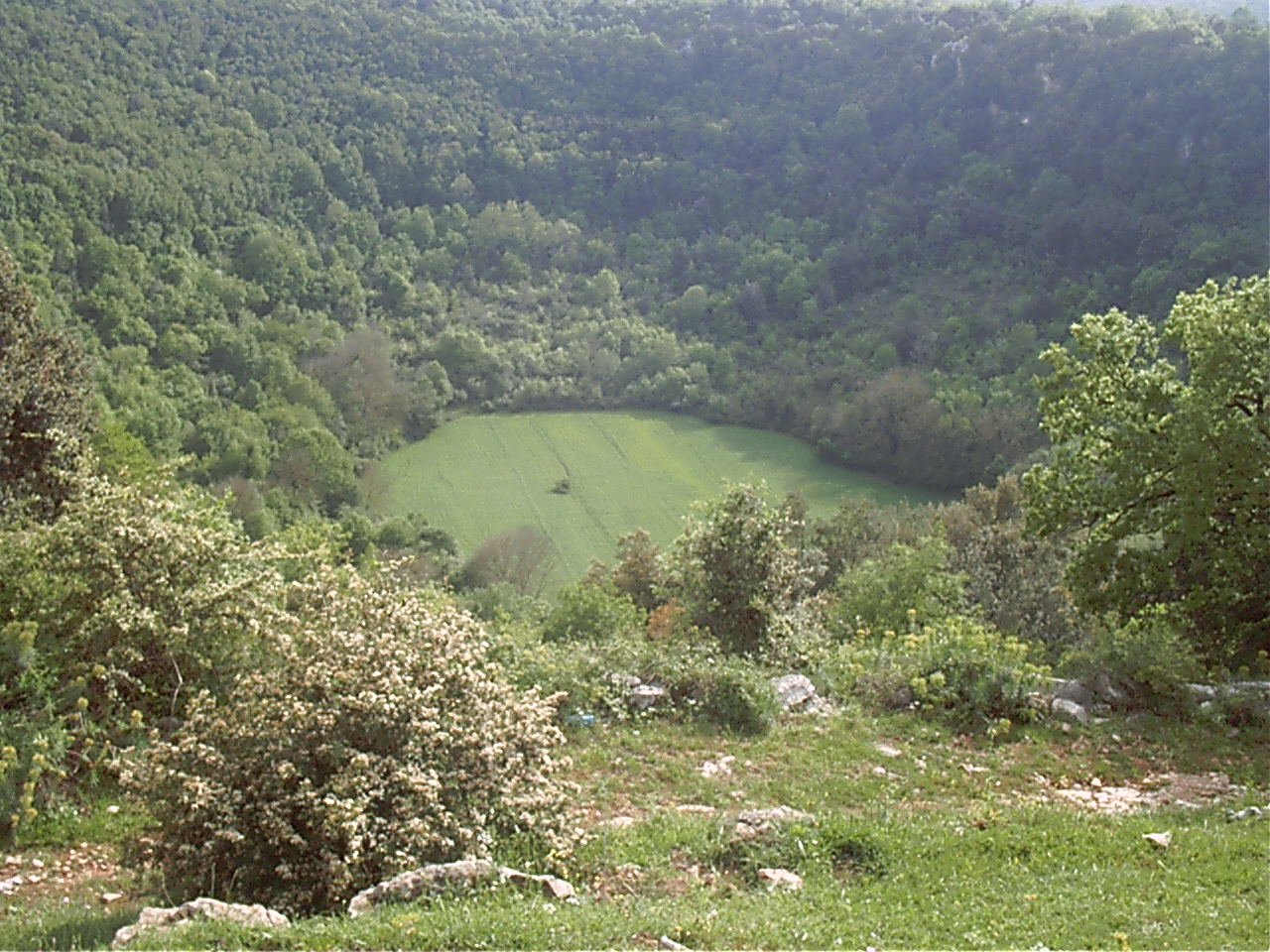
Dolina Pozzatina

- Parco archeologico e naturalistico di Monte Devio
- Parco naturalistico San Giuseppe
- Baia di Calarossa

### Località e contrade
Loc. “Tufara”, loc. “Mezzana”, loc. “Colle di San Michele”, loc. “Camarda”, loc. “Piana della Macina”, contr. “Don Luca”, contr. “Caprinella”, contr. “Monte Vergine”, contr. “Don Nunzio”, contr. “Piana di Sagri”, ecc…

## Società

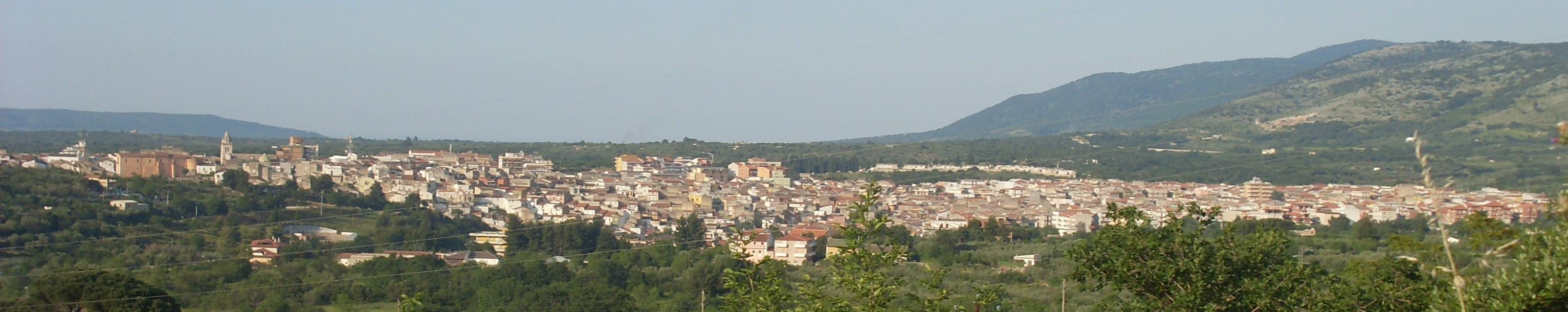
Panorama

### Evoluzione demografica
Abitanti censiti

Il Comune di San Nicandro è tra i più popolosi del Gargano (il terzo più popoloso) e tra i più popolosi della provincia (il nono più popoloso).

### Etnie e minoranze straniere
Secondo i dati ISTAT al 31 dicembre 2017 la popolazione straniera residente era di 506 persone.
Le nazionalità maggiormente rappresentate in base alla loro percentuale sul totale della popolazione residente erano:
- Marocco - 239 1,57%
- Romania - 121 0,79%
- Bulgaria - 29 0,19%
- Lituania - 28 0,18%

### Religione

#### Comunità Ebraica di San Nicandro
La comunità ebraica di San Nicandro Garganico si è sviluppata a partire dalla fine del 1920 in seguito alla conversione di Donato Manduzio, un veterano della prima guerra mondiale che si ispirò alla sua personale lettura della Bibbia. Nel 1946 un certo numero di suoi paesani seguì il suo esempio ma nel 1949 la maggior parte degli ebrei di San Nicandro emigrò in Israele. In quei tre anni la conversione e la nascente comunità venne curata dal rabbino Alfredo Ravenna. Il culto dei fedeli ebrei che sono rimasti si mantiene nella sinagoga Scolanova e nella vicina città di Trani.

## Cultura
Musei
Museo storico archeologico etnografico e della Civiltà contadina

### Cinema
- Zefat, San Nicandro - Il viaggio di Eti, regista Vincenzo Condorelli. La protagonista Eti, ebrea discendente da una famiglia di San Nicandro, viaggia da Safed, in Israele, dove è nata, a San Nicandro Garganico, per riscoprire le sue origini.
- L'Antimiracolo, regista Elio Piccon 1963, alcune scene del film sono girate a San Nicandro.
- In viaggio con Adele, regia di Alessandro Capitani 2018, alcune scene sono state girate tra San Nicandro e Torre Mileto.

### Media

#### Radio
- Radio Gargano FM[14]

### Eventi
- La Fiera d'Ottobre del Gargano è una manifestazione risalente al 1842[15].
- Aspettando il Natale e Mercatini di Natale del Gargano, manifestazione presente da alcuni anni e, ad oggi, divenuta evento culturale.[16]

### Tradizioni e folclore
La festa patronale è caratterizzata da vari eventi religiosi e civili. Secondo antiche tradizioni, ogni anno, vengono accesi falò in diversi quartieri della città che simboleggiano l’inizio del tradizionale Carnevale Sannicandrese, manifestazione di antiche origini, risalente al 1848 (di fatto questo è il carnevale più antico della provincia). Si svolgono inoltre i riti della Settimana Santa e del Corpus Domini.

## Infrastrutture e trasporti
San Nicandro Garganico è collegata all'uscita Poggio Imperiale-Lesina dell'Autostrada A14 dalla strada statale 693; è inoltre raggiunta dalla Strada statale 89 Garganica, che la connette a San Severo e Apricena.
La stazione di San Nicandro Garganico si trova sulla ferrovia San Severo-Peschici gestita dalle Ferrovie del Gargano. Ricade nel territorio comunale anche la stazione di Portone Perrone, situata lungo la stessa linea.

## Amministrazione
Di seguito è presentata una tabella relativa alle amministrazioni che si sono succedute in questo comune.
| Periodo          | Periodo          | Primo cittadino       | Partito | Carica                       | Note   |
| ---------------- | ---------------- | --------------------- | --- | ---------------------------- | ------ |
| 28 maggio 2002   | 19 ottobre 2005  | Nicandro Marinacci    | centro-destra | Sindaco                      | [ 21 ] |
| 19 ottobre 2005  | 13 giugno 2006   | Pasquale Santamaria   | | Comm. straordinario          | [ 21 ] |
| 13 giugno 2006   | 31 maggio 2011   | Costantino Squeo      | sinistra | Sindaco                      | [ 21 ] |
| 31 maggio 2011   | 30 novembre 2012 | Vincenzo Monte        | Cristiani uniti, Unione di Centro, Unione di Capitanata, lista civica Uniti per San Nicandro, lista civica Caccia ambiente, futuro e libertà | Sindaco                      | [ 21 ] |
| 30 novembre 2012 | 10 gennaio 2013  | Francesco Cappetta    | | Comm. pref.                  | [ 21 ] |
| 11 giugno 2013   | 23 giugno 2018   | Piero Paolo Gualano   | Il Popolo della Libertà, lista civica San Nicandro 2.0, lista civica Oppure voi, lista civica Realtà Italia, Movimento politico Schittulli   | Sindaco                      | [ 21 ] |
| 24 giugno 2018   | 16 gennaio 2021  | Costantino Ciavarella | centro-destra | Sindaco                      | [ 21 ] |
| 16 gennaio 2021  | 17 luglio 2021   | Carmela Cataluddi     | centro-destra | Vicesindaco facente funzioni |        |
| 17 luglio 2021   | 4 ottobre 2021   | Martina Iurescia      | | Comm. pref.                  | [ 22 ] |
| 5 ottobre 2021   | in carica        | Matteo Vocale         | PD, M5S, lista civica Forza San Nicandro, lista civica Un cuore per San Nicandro, lista civica Rinascita sannicandrese                       | Sindaco                      | [ 23 ] |

## Sport

### Calcio
A San Nicandro sono state presenti associazioni calcistiche come 
l’A.S.D. San Nicandro, la C.S.D. Football San Nicandro, l'U.S.D. Academy San Nicandro, la Juvenilia mentre, ad oggi, gioca l'A.S.D. Città di San Nicandro Garganico
in terza categoria.

### Pallavolo
A San Nicandro sono presenti due associazioni pallavolistiche: la Volley A.N.S.P.I. San Nicandro e la J.D. Volley San Nicandro.

### Altri sport
È presente la ’A.S.D. Atletica San Nicandro una società di atletica leggera, e l'’A.S.D. VeloClub, società di ciclismo.
Tra il 2019 e il 2020, il sannicandrese Nazario Nesta ha percorso a piedi l'intero perimetro italiano (10.606 km) in 517 giorni.